# 特選!うたわたり
特選!うたわたり（とくせんうたわたり）は、STVラジオで2021年4月5日から放送されているラジオ番組枠の名称。

## 概要
STVラジオで毎週放送されていた演歌歌手による4番組を2021年春改編から月1回の放送とする形で開始、第5週はゲストが担当する形になった。

## 番組一覧
- 第1週『山内惠介の歌一本勝負』（山内惠介）
- 第2週『新浜レオンの歌を聴いておくレオン!!』（新浜レオン） - 2023年4月開始
- 第3週『松原健之 歌をあなたに』（松原健之）
- 第4週『走裕介の走る演歌道』（走裕介）

### 過去の番組
- 『こおり健太のまごころ唄心』（こおり健太） - 2023年3月まで第2週に放送、4月以降毎週土曜5:45にて再度単独番組化。

第5週ゲスト
- 2021年5月30日 藤澤ノリマサ「藤澤ノリマサ La Luce」
- 2021年8月29日 パク・ジュニョン「パク・ジュニョンのヒーリングタイム」
- 2021年10月31日 大沢桃子「大沢桃子の今、届けたい歌がある」
- 2022年1月30日 田中あいみ「田中あいみのスーパースターへの道」
- 2022年10月31日 新浜レオン「新浜レオンの声を聴いておくレオン!」
- 2023年5月29日 羽山みずき「羽山みずきの開運歌謡曲♪」
- 2023年1月30日 木村徹二「木村徹二のカレーにトーク!」
- 2023年10月30日・2024年9月30日 伊達悠太「伊達悠太のハッピースマイルミュージック」
- 2024年1月29日 真田ナオキ「真田ナオキの今日は酔えねぇよ!」
- 2024年4月29日 小山雄大「小山雄大 夢の世界へ」

2022年5月30日・8月29日、2023年7月31日・2024年7月29日はイベント公開録音特番を編成し休止。

## 放送時間
- 毎週月曜日18:30〜19:00（2022年4月4日〜）

過去
- 毎週日曜日18:30〜19:00（2021年4月5日〜2022年3月27日）